# Szeroka Turnia
Szeroka Turnia – turnia na Wzgórzu Dumań w Dolinie Kobylańskiej na Wyżynie Olkuskiej, w granicach wsi Karniowice, w gminie Zabierzów, powiecie krakowskim, województwie małopolskim. Znajduje się w górnej, północnej części orograficznie lewych zboczy doliny, pomiędzy Pochyłą Granią i Szerokim Murem.
Dolina Kobylańska jest jednym z najbardziej popularnych terenów wspinaczki skalnej. Skały mają dobrą asekurację. Zbudowana z wapieni Szeroka Turnia znajduje się w lesie, na dolnym, południowym końcu Chorobliwej Grani. Ma wysokość 16–30 m i pionowe lub przewieszone ściany z filarem, zacięciami i kominami. Przez wspinaczy skalnych zaliczana jest do Grupy nad Źródełkiem i opisywana jako Szeroka Turnia I, Szeroka Turnia II, Szeroka Turnia III. Tuż poniżej Szerokiej Turni znajduje się jeszcze Jastrzębia Turnia, oddzielona od Szerokiej tylko wąskim kominkiem. Na skałach Szerokiej Turni wspinacze poprowadzili 15 dróg wspinaczkowych o trudności III – VI.4+ w skali Kurtyki. Mają wystawę południowo-wschodnią, południową i południowo-zachodnią. Niemal wszystkie mają zamontowane stałe punkty asekuracyjne: ringi (r) i stanowisko zjazdowe (st).

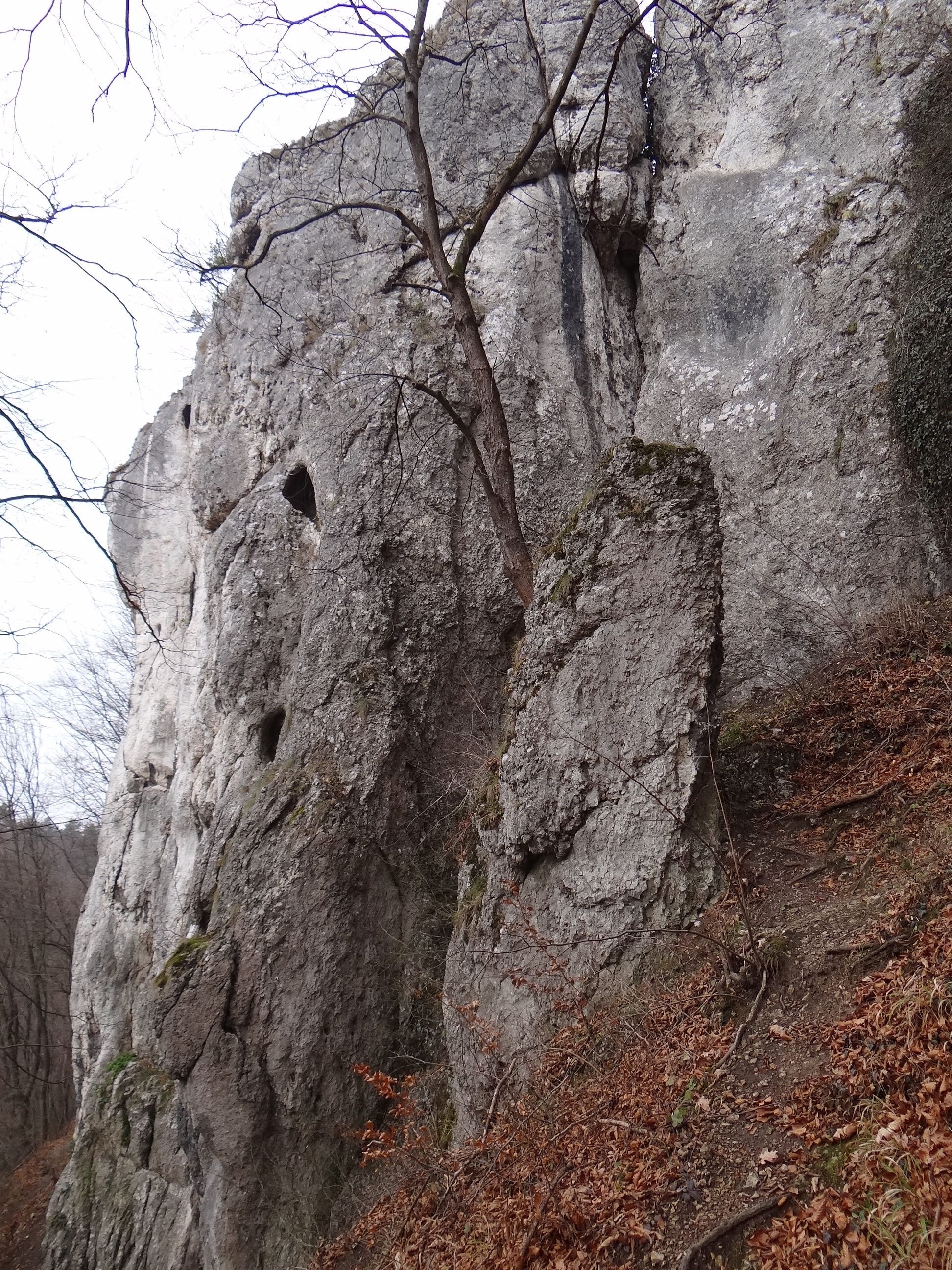
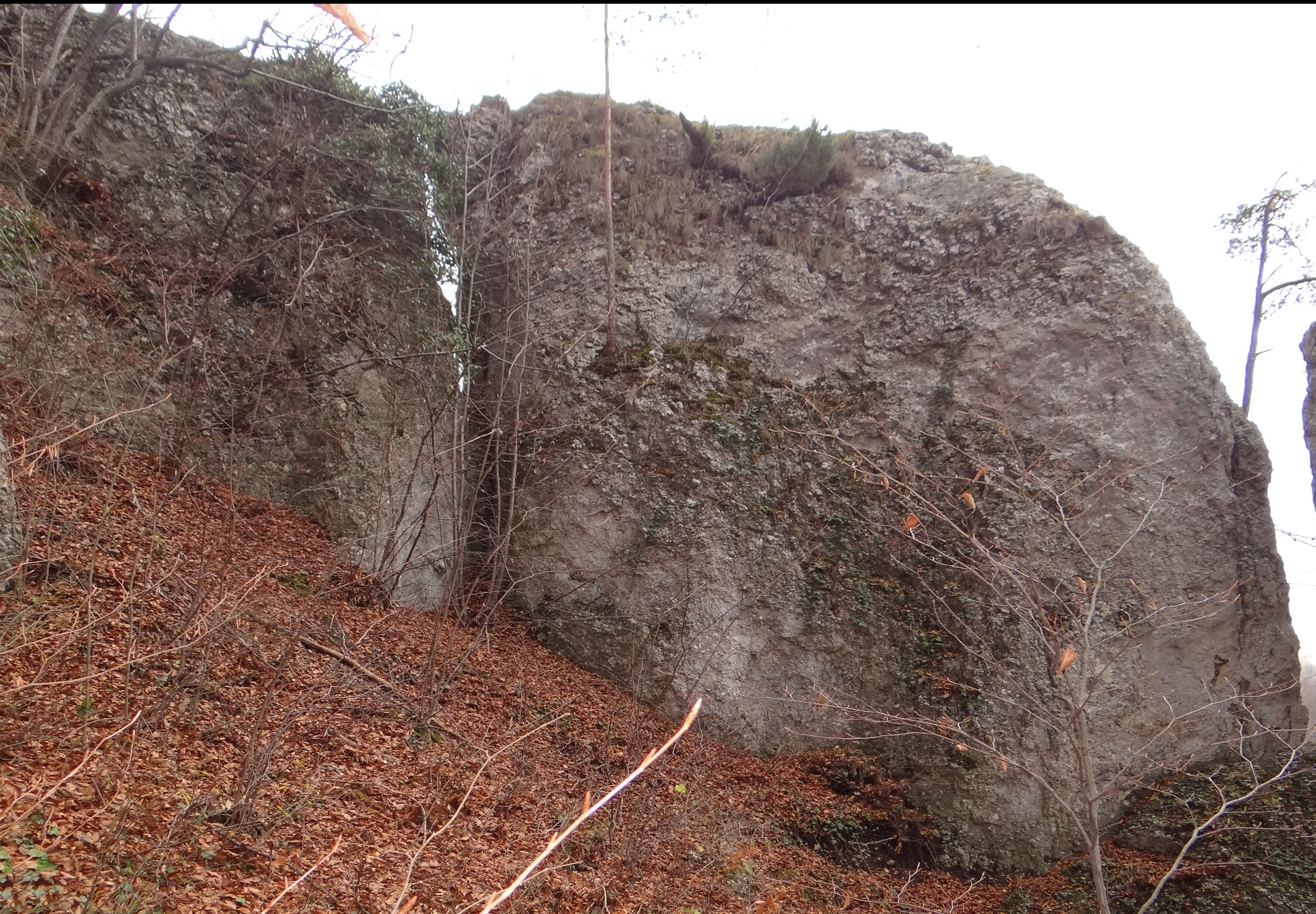
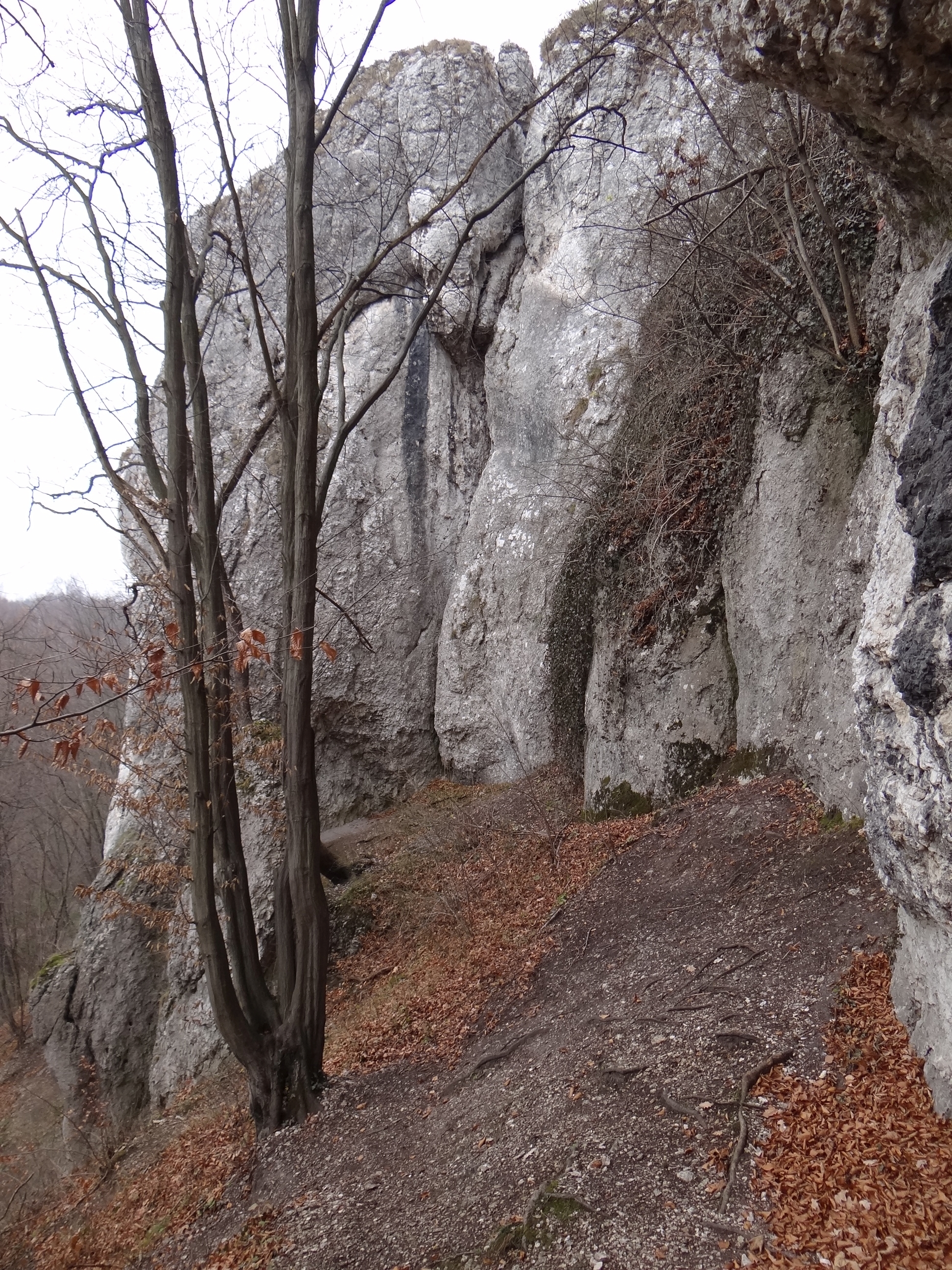
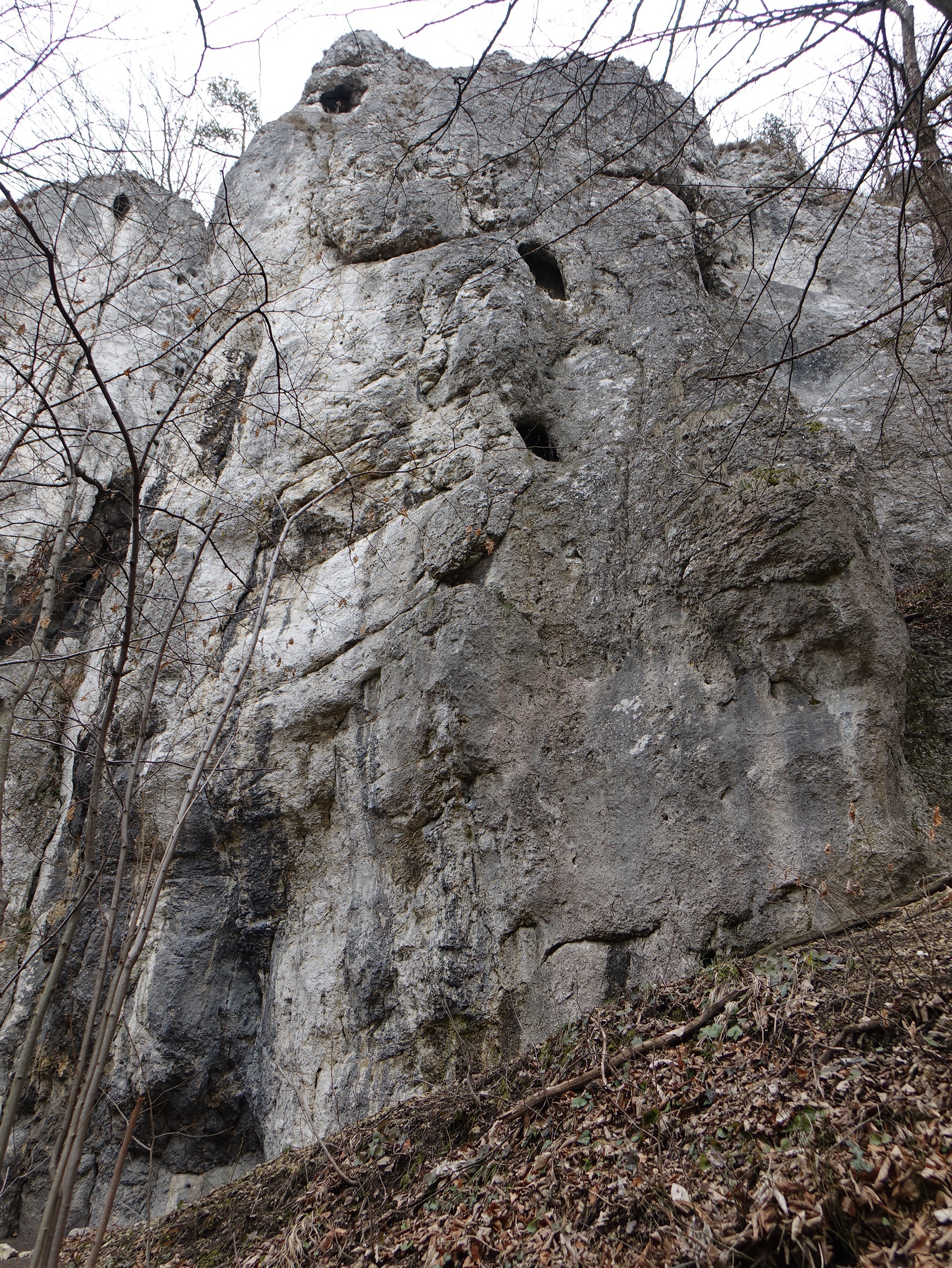
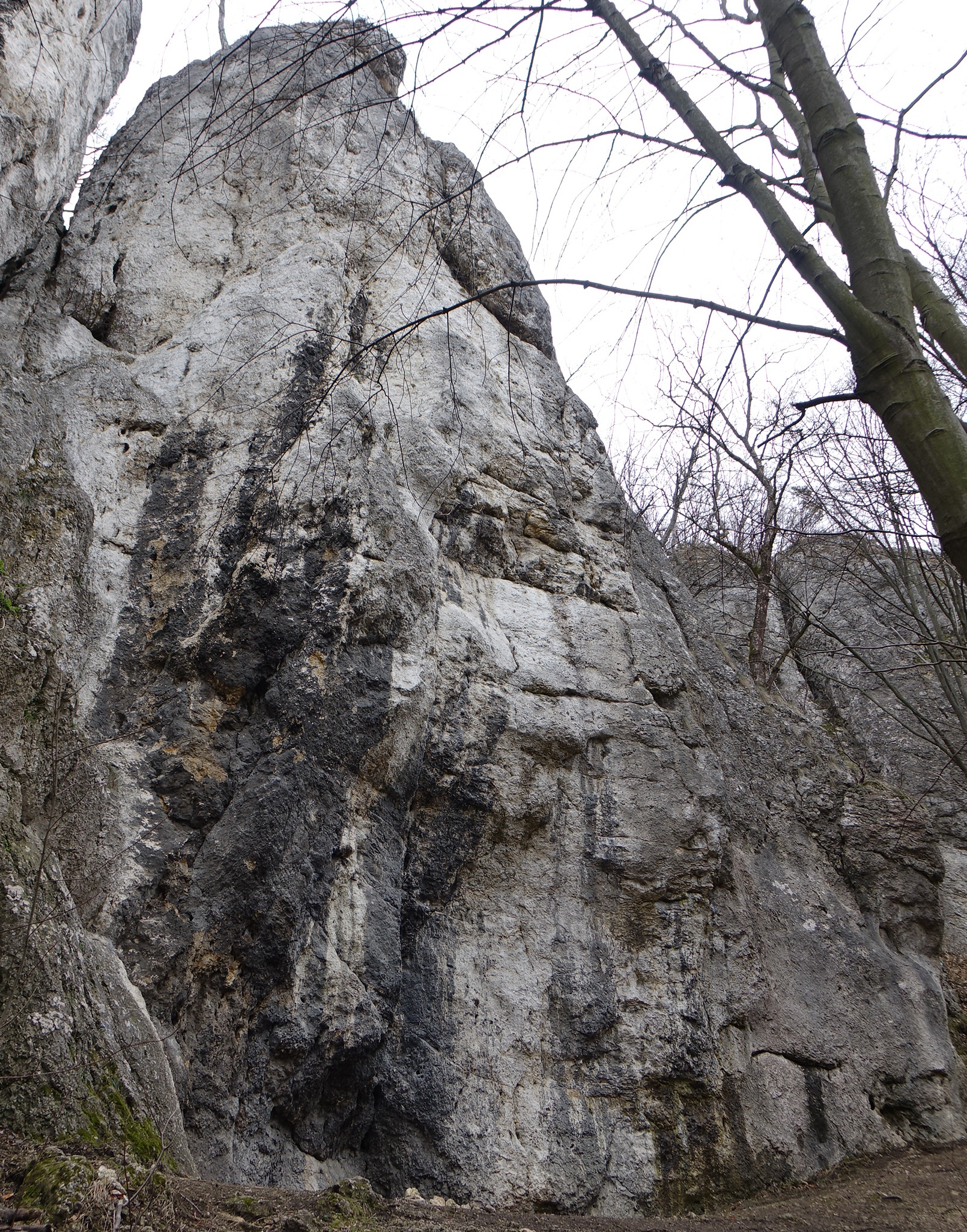

W Szerokiej Turni znajduje się jaskinia Koleba w Szerokiej Turni.

## Drogi wspinaczkowe
Szeroka Turnia I
1. Lewa Szeroka; V+, st, 30 m
2. Nieznane szczegóły; VI.3+, 9r + st, 28 m
3. Deszcze niespokojne; VI.2+, 9r + st, 28 m
4. Środek Szerokiej; VI.2+, 9r + st, 28 m
5. Śmigusowa pompa; VI.4/4+, 10r + st, 28 m

Szeroka Turnia II
1. Zgaduj-zgadula gdzie jest Rulewski?; VI.1+, 7r + st,2 8 m
2. Ścianka prawej Szerokiej; VI.1, 8r + st, 28 m
3. Prawa Szeroka; V+, 8r + st, 28 m
4. Przez trawki wprost; V+, 7r + st, 28 m
5. Przez trawki; III, 5r + st, 25 m

Szeroka Turnia III
1. Przez trawki; III, 5r + st, 25 m
2. Przez wyciora; VI+, 6r + st, 22 m
3. Era maklera; VI.1+, 5r + st, 22 m
4. Łże soplica; VI+, st, 20 m
5. Sopel; V+, st, 20 m
6. Faking kobylański; VI.1+, 7r + st, 19 m
7. Na wschód od Miksera; IV+, 6r + st, 18 m[3].